# Chung Kook-chin
Chung Kook-chin (2 de janeiro de 1917 - 10 de fevereiro de 1976) foi um futebolista e treinador sul-coreano que atuava como defensor.

## Carreira
Chung Kook-chin fez parte do elenco da Seleção Sul-Coreana de Futebol, na Copa do Mundo de 1954.